# Aleksandr Poljakov
Aleksandr Markovitj Poljakov (ryska: Александр Маркович Поляков), född den 27 september 1945, är en rysk teoretisk fysiker.
Poljakov är professor vid Princeton University och känd för en rad grundläggande bidrag till kvantfältteorin. Poljakov tilldelades Lorentzmedaljen 1994, Harveypriset 2010 och Lars Onsager-priset 2011, tillsammans med Aleksandr Belavin och Aleksandr Zamolodtjikov. Poljakov blev medlem av den ryska vetenskapsakademien 1984 och av den amerikanska National Academy of Sciences 2005.